# Джуд Лоу
Дейвид Джуд Хейуърт Лоу (на английски: David Jude Heyworth Law; роден на 29 декември 1972 г.) е английски актьор, филмов продуцент и режисьор, носител на награда БАФТА и номиниран за награда Оскар.

## Биография
Джуд Лоу е роден в квартал Люишам, Южен Лондон на 29 декември 1972 г. като второто дете на учителите Маги и Питър Лоу. Името му идва от песента на Бийтълс Hey Jude. Израства в района Блакхийт, където и учи. Той започва актьорската си кариера в британския Национален младежки музикален театър през 1987 г. и получава първата си телевизионна роля през 1989 г. Лоу е номиниран за наградата „Лорънс Оливие“ за „Забележителен новодошъл“ и получава наградата „Иън Чарлстън“ в същата категория за ролята си като Майкъл в продукцията в Уест Енд на трагикомедията на Жан Кокто Les parents terribles (Ужасните родители). През 1995 г. играе в пиесата Indiscretions на Бродуей заедно с Катлийн Търнър. Ролята му спечелва номинация за награда Тони.
След като играе във филми на Дейвид Никъл, Клинт Истуд и Дейвид Кронънбърг, Лоу е номиниран за награда Оскар за най-добър поддържащ актьор през 1999 г. за изпълнението си във филма на Антъни Мингела Талантливият мистър Рипли. През 2000 г. получава награда БАФТА за най-добър поддържащ актьор за същия филм. През 2003 г. е номиниран за награда Оскар в категорията най-добър актьор за участието си в друг филм на Мингела Студена планина. През 2006 г. Лоу е поставен в списъка с десетте филмови звезди, които могат да донесат най-големи доходи с участието си в даден филм, наред с Ръсел Кроу, Джони Деп и Никол Кидман. На 1 март 2007 г. френското правителство му връчва ордена Ordre des Arts et des Lettres като признание за приноса му към световното филмово изкуство. През 2000 и 2004 г. е в списъка с „50-те най-красиви“ на сп. People. През 2004 г. е обявен за най-секси жив мъж на същото списание. Лоу е бивш съквартирант на Юън Макгрегър от времето, когато двамата са започвали кариерите си.

### Семейство
Родителите на Лоу живеят във Франция, където имат собствено училище по театрално изкуство. Сестра му Наташа е художничка с добра репутация и живее в Лондон. На 2 септември 1997 г. Джъд Лоу се жени за Сади Фрост, която среща при работата си по филма Shopping. Развеждат се на 29 октомври 2003 г. Лоу има четири деца: Финли Мънроу (осиновен, р. 20 септември 1990 г.), син Рафърти (р. 6 октомври 1996 г.), дъщеря Айрис (р. 25 октомври 2000 г.) и син Руди (р. 10 септември 2002 г.). На 25 декември 2004 г. Лоу се сгодява за Сиена Милър, негова партньорка в романтичната комедия Alfie, но на 12 ноември 2006 г. обявяват раздялата си.

### Миротворни дейности
През юли 2007 г. Джуд Лоу и Джеръми Гили отиват в Афганистан за 10 дни, за да документират миротворни мисии в региона във филм и заради наближаващия международен ден на мира на ООН. Той е придружен от представител на УНИЦЕФ Катрин Мбенг и заедно те пътуват и снимат в опасни зони на източен Афганистан с филмов екип, който интервюира деца, министри, лидери на общности и представители на ООН. Също така снимат в училища и посещават различни програми на УНИЦЕФ във и извън столицата Кабул. Филмът носи името „Денят след мира“ и премиерата му е на филмовия фестивал в Кан. На 21 септември 2008 г. филмът се излъчва на гала прожекция в Royal Albert Hall.
На 30 август 2008 г. Лоу и Гили се връщат в Афганистан, за да помогнат около деня на мира. Те се срещат с президента Хамид Карзай, високопоставени лица от НАТО и ООН. Освен всичко те заснемат документален филм за усилията за поддържане на мира. Филмът включва кадри, заснети през цялата 2007 г. Той отразява и помощта на УНИЦЕФ и Световната здравна организация за имунизиране на 1,4 милиона деца срещу детски паралич в незащитени местности.

## Филмография
| година | филм                                               | оригинално заглавие                         | роля                                | режисьор                  | бележки                                                                                      |
| ------ | -------------------------------------------------- | ------------------------------------------- | ----------------------------------- | ------------------------- | -------------------------------------------------------------------------------------------- |
| 1989   | Шивачът от Глостър                                 | The Tailor of Gloucester                    | Сам, конярчето на кмета             |                           |                                                                                              |
| 1990   | Семейства                                          |                                             | Нейтън Томпсън                      |                           |                                                                                              |
| 1991   | Приключенията на Шерлок Холмс                      |                                             | Джо Барнс                           |                           |                                                                                              |
| 1993   |                                                    | The Marshal                                 | Бруно                               |                           | ТВ                                                                                           |
| 1994   | Жеравът                                            |                                             | младеж                              |                           |                                                                                              |
| 1994   | Пазаруване                                         |                                             | Били                                |                           |                                                                                              |
| 1996   | Обичам те, не те обичам                            |                                             | Итън                                |                           |                                                                                              |
| 1997   |                                                    | Bent                                        | щурмовак                            |                           |                                                                                              |
| 1997   |                                                    | Wilde                                       | Лорд Алфред Дъглас                  |                           |                                                                                              |
| 1997   | Гатака                                             |                                             | Джером Юджийн Мороу                 | Андрю Никъл               |                                                                                              |
| 1997   | Полунощ в градината на доброто из злото            |                                             | Били Карл Хансън                    |                           |                                                                                              |
| 1998   |                                                    | Music From Another Room                     | Дани                                |                           |                                                                                              |
| 1998   |                                                    | Final Cut                                   | Джуд                                |                           |                                                                                              |
| 1998   |                                                    | The Wisdom of Crocodiles                    | Steven Grlscz                       |                           |                                                                                              |
| 1999   |                                                    | eXistenZ                                    | Тед Пикъл                           |                           |                                                                                              |
| 1999   | Присъствие на духа                                 |                                             | секретар                            |                           | камео роля                                                                                   |
| 1999   | Талантливият мистър Рипли                          |                                             | Дики Грийнлийф                      | Антъни Мингела            | номинация за Оскар за най-добър поддържащ актьор награда БАФТА за най-добър поддържащ актьор |
| 1999   | Tube Tales                                         |                                             |                                     |                           |                                                                                              |
| 1999   |                                                    | A Bird in the Hand                          |                                     |                           | режисьор                                                                                     |
| 2000   | Обичай, почитай и се подчинявай                    |                                             | Джуд                                |                           |                                                                                              |
| 2001   | Враг пред портата                                  |                                             | Василий Зайцев                      |                           |                                                                                              |
| 2001   | Изкуствен интелект                                 |                                             | Джо жиголото                        | Стивън Спилбърг           |                                                                                              |
| 2002   | Път към отмъщение                                  |                                             | Харлън Магуайър                     | Сам Мендес                |                                                                                              |
| 2003   | Студена планина                                    |                                             | У. П. Инман                         | Антъни Мингела            | номиниран за Оскар за най-добър актьор                                                       |
| 2004   |                                                    | I ♥ Huckabees                               | Брад Стенд                          |                           |                                                                                              |
| 2004   | Небесният капитан и светът на утрешния ден         |                                             | Небесният капитан / Джоузеф Съливан |                           | актьор и продуцент                                                                           |
| 2004   | Алфи                                               |                                             | Алфи                                |                           |                                                                                              |
| 2004   | Отблизо                                            |                                             | Дан                                 | Майк Никълс               |                                                                                              |
| 2004   | Авиаторът                                          |                                             | Ерол Флин                           | Мартин Скорсезе           |                                                                                              |
| 2004   | Лемъни Сникет: Поредица от злополучия              |                                             | Лемъни Сникет                       | Брад Силбърлинг           | разказвач                                                                                    |
| 2006   | Цялото кралско войнство                            |                                             | Джак Бърдън                         |                           |                                                                                              |
| 2006   |                                                    | Breaking & Entering                         | Уил Франсис                         |                           |                                                                                              |
| 2006   | Ваканцията                                         |                                             | Греъм                               | Нанси Майърс              |                                                                                              |
| 2007   | Моите боровинкови нощи                             |                                             | Джеръми                             |                           |                                                                                              |
| 2007   |                                                    | Sleuth                                      | Майло Тиндъл                        |                           | актьор и продуцент                                                                           |
| 2009   |                                                    | Rage                                        | Minx                                |                           |                                                                                              |
| 2009   | Сделката на доктор Парнасъс                        |                                             | Тони                                | Тери Гилиъм               | продължава роля, недовършена от Хийт Леджър                                                  |
| 2009   | Шерлок Холмс                                       |                                             | д-р Уотсън                          | Гай Ричи                  |                                                                                              |
| 2010   | Живот назаем                                       |                                             | Реми                                |                           |                                                                                              |
| 2011   | Заразяване                                         |                                             | Алън Кръмуийд                       |                           |                                                                                              |
| 2011   | Шерлок Холмс: Игра на сенки                        |                                             | д-р Уотсън                          | Гай Ричи                  |                                                                                              |
| 2011   | Изобретението на Хюго                              |                                             | бащата на Хюго                      | Мартин Скорсезе           |                                                                                              |
| 2012   | Анна Каренина                                      |                                             | Алексей Каренин                     |                           |                                                                                              |
| 2013   | Странични ефекти                                   |                                             | д-р Джонатан Банкс                  |                           |                                                                                              |
| 2015   | Шпиони                                             |                                             | Брадли Файн                         | Пол Фийг                  |                                                                                              |
| 2016   | Младият Папа                                       | The Young Pope                              | Папата (Лени Белардо/Lenny Belardo) | Паоло Сорентино           | ТВ сериал                                                                                    |
| 2018   | Фантастични животни: Престъпленията на Гриндълуолд |                                             | Албус Дъмбълдор                     | Дейвид Йейтс              |                                                                                              |
| 2019   | Дъждовен ден в Ню Йорк                             | A Rainy Day in New York                     | Тед Давидоф                         | Уди Алън                  |                                                                                              |
| 2019   | Капитан Марвел                                     | Captain Marvel                              | Йон-Рог                             | Ана Бодън и Раян Флек     |                                                                                              |
| 2020   | Ритъм секцията                                     | The Rhythm Section                          | Иън Бойд                            | Рийд Морано               |                                                                                              |
| 2020   | Гнездото                                           | The Nest                                    | Рори О'Хара                         | Шон Дъркин                |                                                                                              |
| 2020   | Новият Папа                                        | The New Pope                                | Папата (Лени Белардо/Lenny Belardo) | Паоло Сорентино           | ТВ сериал                                                                                    |
| 2020   | Третият ден                                        | The Third Day                               | Сам                                 | Феликс Барът и Денис Кели | ТВ сериал                                                                                    |
| 2022   | Фантастични животни: Тайните на Дъмбълдор          | Fantastic Beasts: The Secrets of Dumbledore | Албус Дъмбълдор                     | Дейвид Йейтс              |                                                                                              |